# Маклейнсборо (Іллінойс)
Маклейнсборо (англ. McLeansboro) — місто (англ. city) в США, в окрузі Гамільтон штату Іллінойс. Населення — 2675 осіб (2020).

## Географія
Маклейнсборо розташоване за координатами 38°5′21″ пн. ш. 88°32′7″ зх. д. / 38.08917° пн. ш. 88.53528° зх. д. (38.089062, -88.535371).  За даними Бюро перепису населення США в 2010 році місто мало площу 7,10 км², з яких 6,77 км² — суходіл та 0,34 км² — водойми. В 2017 році площа становила 7,82 км², з яких 7,48 км² — суходіл та 0,34 км² — водойми.

## Демографія
Згідно з переписом 2010 року, у місті мешкали 2883 особи в 1258 домогосподарствах у складі 724 родин. Густота населення становила 406 осіб/км².  Було 1456 помешкань (205/км²).
Расовий склад населення:
| - 97,7 % — білих - 0,4 % — корінних американців - 0,4 % — чорних або афроамериканців - 0,4 % — азіатів |

До двох чи більше рас належало 0,7 %. Частка іспаномовних становила 2,1 % від усіх жителів.
За віковим діапазоном населення розподілялося таким чином: 22,2 % — особи молодші 18 років, 53,7 % — особи у віці 18—64 років, 24,1 % — особи у віці 65 років та старші. Медіана віку мешканця становила 43,3 року. На 100 осіб жіночої статі у місті припадало 83,3 чоловіків;  на 100 жінок у віці від 18 років та старших — 76,5 чоловіків також старших 18 років.
Середній дохід на одне домашнє господарство  становив 46 148 доларів США (медіана — 35 476), а середній дохід на одну сім'ю — 63 440 доларів (медіана — 52 708). Медіана доходів становила 41 625 доларів для чоловіків та 26 875 доларів для жінок. За межею бідності перебувало 15,9 % осіб, у тому числі 9,4 % дітей у віці до 18 років та 14,3 % осіб у віці 65 років та старших.
Цивільне працевлаштоване населення становило 1248 осіб. Основні галузі зайнятості: освіта, охорона здоров'я та соціальна допомога — 19,4 %, виробництво — 16,9 %, сільське господарство, лісництво, риболовля — 12,1 %, роздрібна торгівля — 10,3 %.